# Самогонное озеро
«Самогонное озеро» — рассказ Михаила Булгакова. Литературные произведения Булгакова насыщены сценами употребления алкоголя, это в полной мере касается и его фельетонов. Среди них можно назвать следующие, которые непосредственно затрагивают тему пьянства: «Самогонное озеро», «Звуки польки неземной», «Праздник с сифилисом», «Библифетчик», «Три вида свинства», «О пользе алкоголизма», «Работа достигает 30 градусов», «При исполнении святых обязанностей», «По поводу битья жён», «Страдалец папаша», «Вода жизни», «Пьяный паровоз», «Коллекция гнилых фактов», «Белая горячка», «Под мухой», «Не свыше».

## Сюжет
Молодой журналист, от имени которого ведётся рассказ (и в котором нетрудно узнать самого автора произведения), проживает с женой в съёмной комнате московской коммунальной квартиры. Работать ему здесь крайне тяжело, так как соседи поголовно пьют. Само произведение имеет подзаголовок «Повествование» и оканчивается «Заключением», где автор, в виде «проекта» предлагает свои, весьма радикальные, меры по борьбе с повальным алкоголизмом.
Рассказ освещает события, произошедшие накануне и во время светлого праздника Пасхи. Нельзя не отметить явную грустную иронию в описании данных событий Булгаковым — демонстрируется деградация отношения мещан к христианскому празднику в условиях коммунистического режима.

## Герои рассказа
- Молодой журналист
- бабка Павловна
- жена журналиста
- Василий Иванович, квартхоз
- Иван Гаврилович, его гость
- Катерина Ивановна, жена квартхоза
- Председатель правления
- Иван Сидорыч, эсперантист